# التخلي للخصم
يتم تقديم ورقة دعوة للتخلي السلبي عن طريق طرف آخر غير مالك لخط سكة حديد يطلب من المحكمة أو مجلس الولاية إعلان أن الأرض مهجورة بواسطة السكة الحديد. يتم الاحتفاظ بمعظم حقوق السكة الحديدية في الطريق بسهولة ، بحيث يجب أن تعود الأرض إلى أصحابها الأصليين إذا تمت إزالة المسارات.
هذه المقالة المتعلقة بالسكك الحديدية هي قصيرة, يمكنك مساعدة ويكيبيديا بتوسيعها.